# Lădești, Vâlcea
Lădești este satul de reședință al comunei cu același nume din județul Vâlcea, Oltenia, România. Se află în zona Oltețului, pe râul Cerna.
Satul nu mai apare în documente până în anul 1893, când îl găsim menționat ca mahala a satului Măldărești.
Ca etimologie a numelui, Iorgu Iordan îl pune în legătură cu adjectivul «olteni», care înseamnă „locuitor de pe Valea Oltului” dar revine apoi, derivându-l de la numele fiicei sau soției unui proprietar numit Olteanu. [I.Iordan, Dicționar al numelor de familii românești. Buc. 1893 p. 272]
Satul Cemegești - Voievodul Mihnea Turcitul dă în stăpânire, la 2 septembrie 1580, lui Toma, Stanciul și lui Tatu Moșia Cermegești și îi mai întărește lui Toma moșia în Cermegeștii de Sus, partea lui Dârjală, toată. Ca și celelalte sate din com. Lădești, Cermegeștii au fost, dintotdeauna, sat de moșneni, de oameni liberi. Cermegeștii de Sus se vor numi, mai târziu, Chiricești.
Satul mai apare menționat în vremea lui Matei Basarab v.v, la 13 iunie 1634, cand domnitorul întărește răscumpărarea din rumânie a moșnenilor din Oteșani pentru satele Cermegești și Măciuca.
Satul Chiricești - Fostul sat Cermegeștii de Sus apare sub acest nume în documentul din 2 septembrie 1580. [Documenta Romaniae Historica - Țara Româneasca vol. XV d/N nr.476] Deoarece numele de Chiric si Chirică apar relativ devreme în această zonă, cel mai probabil numele satului a fost dat după fiul lui Balaure Măldărescu, Chirică, ce avea, în iulie 1734, moșie „spre apus de Cerna” ( C. Tamaș,I. Soare și C, Manea-Andreescu. Comori arhivistice vâlcene. Buc.1985 nr 326). De menționat că, până în anul 1962, în acest sat a locuit boierul Chiricel, în al cărui conac a fost amplasat sediul CAP-ului.
Satul Popești - Apare documentar abia în anul 1900 ca un cătun al satului Ciumagi. În 1925, împreună cu satele Găgeni si Păsculesti, aparține de com. Ciumagi. Prin Legea administrativă din 6 septembrie 1950, se înființează regiunea Vâlcea și raionul Lădești iar satul Popești trece la com. Lădești.
Satul Măldărești - Prima atestare documentară apare la 26 iunie 1557, când voievodul Pătrașcu cel Bătrân întărește lui Oprea, Șerban și Micu o moșie în Măldăreștii de Cerna. În anul 1662 satul apare iar menționat: Marica, fiica lui Dumitru, din Măldărești, vinde lui Pădure și fratelui acestuia, Balaure, partea sa de moșie (Arhivele Statului. Râmnicu Vâlcea, dosar 209/1833). Datorită neamului întins al Măldăreștilor, mari proprietari de moșii în tot județul Vâlcea, satul Măldărești apare cel mai consecvent, in documente, de-a lungul timpului.
Satul Ciumagi - Atestat, pentru prima oară, în anul 1720 când, sub denumirea de Csumada, localitatea apare menționată în cunoscuta hartă a austriacului Schwanz (Al. Vasilescu. Regiunea tuturor localităților în harta Olteniei de Schwant, Arhivele Olteniei nr. 27/1926, pg.344). În anul 1893 Ciumagi apare ca și comună în plasa Cerna de Sus iar după Legea administrativă din 13 iunie 1925 este comuna din care fac parte satele Găgeni, Păsculești și Popești. Din septembrie 1950 trece în cadrul com. Lădești iar satul Găgeni se va alipi com. Dejoi.

Satul Păsculești - În anul 1795 localitatea era o mahala a satului Ciumagi. Denumirea vine, cel mai probabil, de la numele Pascu, foarte frecventă în zonă. Aparține de comuna Lădești după Legea administrativă din septembrie 1950.
Satul Dealul Cornii - În documentul din 2 sept. 1580 al domnitorului Mihnea Turcitu v.v se spune că „Peste Cerna, spre răsărit, în capul Cornii s-a însemnat un stejar ca semn de hotar”. Denumirea vine de la numele Cornea, probabil proprietarul dealului de lângă sat.
Trebuie menționat că în satul Ciumagi există punctul "Birlui", o toponimie cumană, păstrată până azi.

Personalități din satul Lădești:
- Virgil Ierunca critic literar, poet
- Justinian Marina patriarh al Bisericii Ortodoxe Române